# Kolor zbrodni (film)
Kolor zbrodni – amerykański thriller z 2006 roku na podstawie powieści Richarda Price’a tym samym tytułem.

## Obsada
- Samuel L. Jackson – Lorenzo Council
- Julianne Moore – Brenda Martin
- Edie Falco – Karen Collucci
- Ron Eldard – Danny Martin
- William Forsythe – Boyle
- Aunjanue Ellis – Felicia
- Anthony Mackie – Billy Williams
- LaTanya Richardson – Marie

## Fabuła
Do szpitala trafia kobieta z zakrwawionymi rękoma. Lekarze powiadamiają policję. Na miejsce trafia Lorenzo Council. Po rozmowie z nią okazuje się, że Brenda Martin pracowała w świetlicy w tzw. czarnej dzielnicy, gdzie została napadnięta. Lorenzo dowiaduje się też, że skradziono jej samochód. Jednak coś mu nie daje spokoju. Wyciąga z kobiety informacje, że w samochodzie jest jej syn. Council podejrzewa, że kobieta nie mówi całej prawdy.